# Naegleria fowleri
A Naegleria fowleri, más néven 'agyevő amőba', a Naegleria nemzetség egyik faja. A Percolozoa törzsbe tartozik, és ostoros és amőboid morfológiát képes felvenni, amely képes amőbaként és ostorosként is viselkedni. Ez a szabadon élő mikroorganizmus elsősorban baktériumokkal táplálkozik, de emberben patogénné válhat, rendkívül ritka, hirtelen fellépő, súlyos és szinte mindig halálos agyfertőzést okozva, amelyet naegleriasisnak vagy primer amőbás meningoencephalitisnek (PAM) neveznek.
Jellemzően meleg édesvízi testekben található, például tavakban, folyókban, hőforrásokban, ipari vagy erőművek melegvíz-kibocsátásában, geotermikus kutak vizében, és rosszul karbantartott vagy minimálisan klórozott úszómedencékben, amelyek maradék klórtartalma 0,5 g/m3 alatt van, vízmelegítőkben, talajban és a csapvízhez csatlakoztatott csövekben. Amőboid vagy ideiglenes ostoros állapotban létezhet.